# فرودگاه شهری لومبرتون
فرودگاه شهری لومبرتون (به انگلیسی: Lumberton Municipal Airport) یک فرودگاه همگانی با کد یاتا LBT است که یک باند فرود آسفالت دارد و طول باند آن ۱۶۷۹ متر است. این فرودگاه در کشور ایالات متحده آمریکا قرار دارد و در ارتفاع ۳۸٫۴ متری از سطح دریا واقع شده است.